# Vrchy (Ještědsko-kozákovský hřbet)
Vrchy (583 m n. m.), též Tuhaňské vrchy, jsou návrší v okrese Semily v Libereckém kraji. Leží asi 1 km severně od Tuhaně, na katastrálním území Tuhaň, Nedvězí a Hořensko.

## Geomorfologické zařazení
Vrch náleží do celku Ještědsko-kozákovský hřbet, podcelku Kozákovský hřbet, okrsku Komárovský hřbet, podokrsku Žlábecký hřbet a Tuhaňské části.

## Přístup
Nejbližší dostupnost automobilem je z Tuhaně a Nedvězí. Nedvězím vede modrá turistická značka. Na vrchol nevede žádná cesta.

## Další fotografie

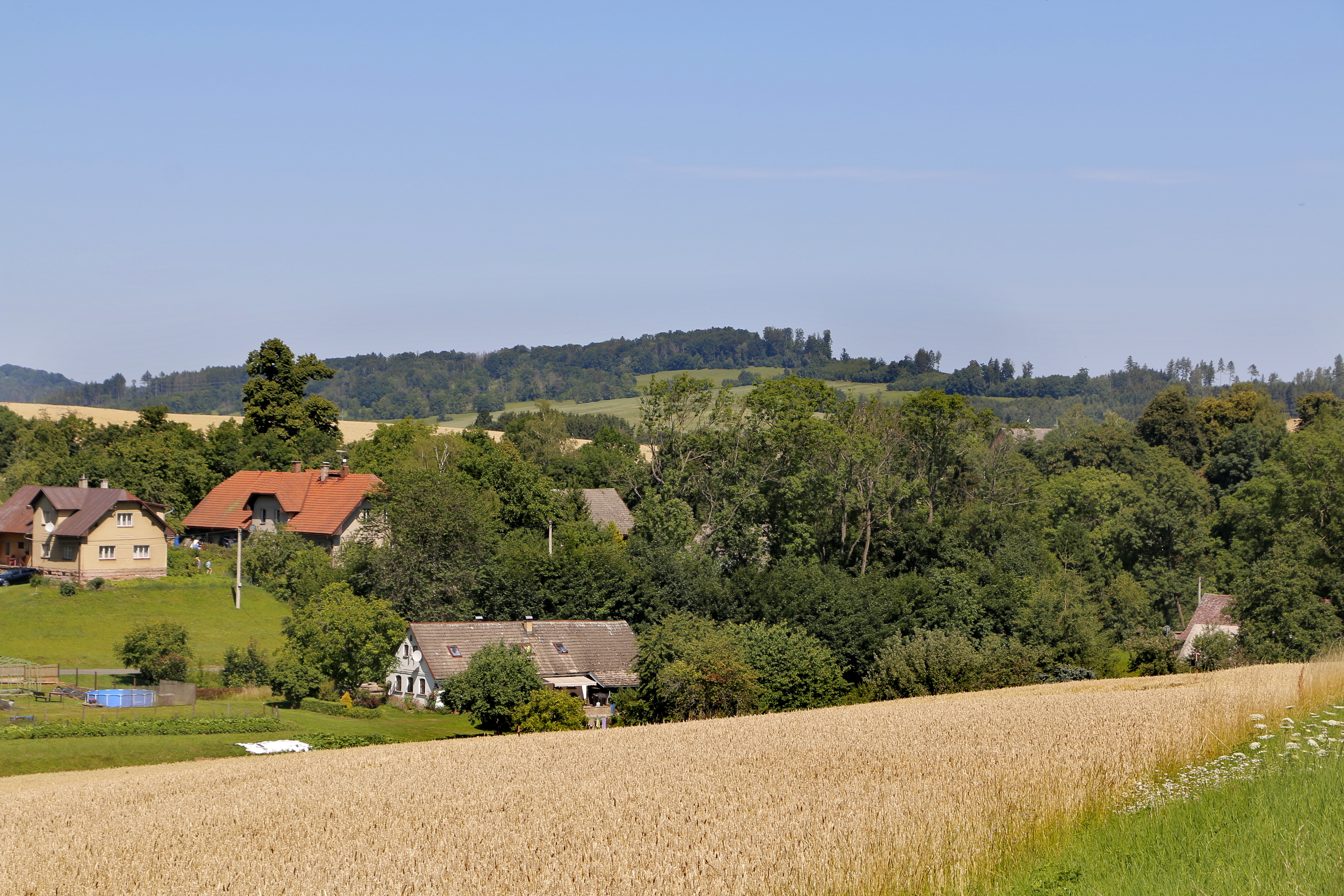
Vrchy od Stružince